# Беккер, Николай Фёдорович
Николай Фёдорович Беккер (1838 – после 1917) — российский архитектор, академик архитектуры Императорской Академии художеств, действительный статский советник.

## Биография
Учился в Императорской Академии художеств (1855—1864). За время учёбы удостоен медалей: малые серебряные медали (1860 и 1862), малая золотая медаль (1863). Окончил Академию художеств в 1864 со званием классного художника 1-й степени за программу «Здание для гласного судопроизводства». 
После окончания учёбы причислен в Техническо-строительный комитет Министерства внутренних дел. Затем работал в строительном отделении петербургского губернского правления (1867—1873), в Городской управе — техник для освидетельствования Васильевской части (1873—1901). Академик архитектуры (1867) за проект «Монастырь».
В 1870 стал одним из учредителей Петербургского общества архитекторов. В 1880 — архитектор городского кредитного общества. Гласный городской Думы. Проживал по Казанской ул., 3.
В 1883 награждён орденом Св. Анны 3-й степени.
В 1902 — чиновник особых поручений V класса при Министре внутренних дел. Произведён в действительные статские советники. С 23 октября 1901 уволен по прошению. С 1904 по 1917 год — сверхштатный техник ТСК МВД, с 1914 — член ТСК МВД.
Автор работ по архитектуре. Среди них: «К вопросу об авторском праве на произведения зодчества» (Зодчий. 1906. № 16).

## Проекты и постройки
Построил 23 доходных дома, ряд особняков (1873–1903); особняк Г. Ф. Менгдена (Дворцовая наб., 30, перестройка. 1877–78), доходный дом А. А. Зайцева (Фурштатская, 11, 1880–1881); здания лазарета Губернского земства (1891–1899) и приюта Николаевского православного братства (1901) – все в Петербурге; здание офицерского собрания Кирасирского полка в Гатчине.
- Здание офицерского собрания Кирасирского полка. Гатчина;
- Доходный дом (. 3-я Красноармейская ул., 10 (1873. совм. с И. О. Рубаном);
- Доходный дом. Серпуховская ул., 23 (1873-1874);
- Доходный дом. 18-я линия, 15 (1874);
- Доходный дом. Театральная пл., 10 (1874);
- Доходный дом. Захарьевская ул., 12 (1874-1875);
- Доходный дом. Галерная ул., 50 (1875);
- Особняк В. В. Шувалова. Съездовская линия, 17 (1875);
- Доходный дом. 5-я линия, 22 (1876);
- Доходный дом. 18-я линия, 35 (1876);
- Доходный дом К. В. Силича. Ул. Салтыкова-Щедрина, 3 (1877-1878);
- Особняк Г. Ф. Менгдена. Дворцовая наб., 30 (1877-1878);
- Доходный дом. Колокольная ул., 5 (1878);
- Доходный дом. пр. Римского-Корсакова, 89 (1878-1879);
- Доходный дом Г. И. Вельяшевой. Пушкинская ул., 19 (1878-1879);
- Здание бань И. С. Христофорова. Малый пр., ВО., 43 (1878-1879);
- Доходный дом. 7-я линия, 74 (1879);
- Доходный дом. Фурштатская ул., 13 (1879-1882);
- Дом В. П. Леймана. 7-я линия, 40 (1880);
- Доходный дом. 7-я линия, 62 (1880);
- Доходный дом Н. Ф. Беккера. ул Маяковского, 14 (1880-1881);
- Доходный дом А. А. Зайцева. Фурштатская ул., 11 (1880-1881);
- Двухэтажное заводское строение М. А. Митрофанова. 15-я линия 82 и 84 (1881-1883);
- Дом Ершова. Перестройка. 1-я линия ВО, 56 (1881);
- Дом А. Боссе. Перестройка. Большой пр., 27 (1881);
- Особняк А. И. Новинского. 3-я Советская ул., 8 (1882);
- Жилой дом С. Н. Захарова. 3-я линия ВО., 68 (1883);
- Дом Захаровых. Петергофский пр., 25. Перестройка (1883);
- Особняк В. С. Пульмана. 24-я линия, 3 (1887-1888);
- Особняк Шуваловой. Косая линия, 3 (1887-1888);
- Доходный дом. наб. Обводного канала, 78 (1888);
- Собственный дом. Лиговка, 22 (1888);
- Особняк Белугина. Воронежская ул., 51 (1890-1891);
- Здание лазарета петербургского губернского земства. ул Оскаленко, 18 (1891-1899. Совместно с И. И. Шапошниковым);
- Особняк А. П. Федоровой. ул. К. Заслонова, 18 (1896);
- Городской арестный дом. ул. Хохрякова, 1 (1896-1897);
- Доходный дом. Фурштатская ул., 36 (1898-1899);
- Здание приюта Николаевского православного братства. Красногвардейский пер., 8 (1901);
- Доходный дом. Боровая ул., 88 (1903).